# نظرية المؤامرة المتعلقة بالأجسام الطائرة المجهولة

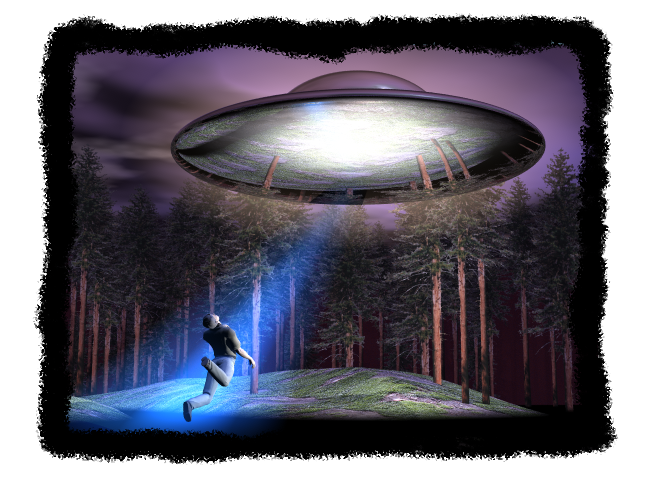

تزعم نظريات المؤامرة المتعلقة بالأجسام الطائرة المجهولة أن العديد من الحكومات والسياسيين على مستوى العالم، وخاصة المسؤولين في واشنطن العاصمة، يخفون الأدلة التي تدل على وجود زوار فضائيين وأجسام طائرة مجهولة قادمة من الفضاء الخارجي. تذهب نظريات المؤامرة هذه عادة إلى أن حكومات الأرض، ولا سيما حكومة الولايات المتحدة، تتواصل أو تتعاون مع الكائنات الفضائية على الرغم من ادعاءات العامة بعكس ذلك، وأيضًا فإن بعض هذه النظريات تزعم أن الحكومات تسمح صراحة للكائنات الفضائية باختطاف الناس.
ازدهرت العديد من أفكار مؤامرة الأجسام الطائرة المجهولة على الإنترنت وظهرت بشكل متكرر في برنامج آرت بيل (كوست تو كوست) الذي كان يُبث صباحًا.
من بين الأفراد الذين صرحوا علنًا أن أدلة الأجسام الطائرة المجهولة يجري إخفاؤها السيناتور باري غولدواتر، والأدميرال البريطاني اللورد هيل نورتون (رئيس الناتو السابق ورئيس أركان الدفاع البريطاني)، ونائب الأدميرال روسكو هيلينكوتير (المدير الأول لوكالة المخابرات المركزية)، والعميد الإسرائيلي حاييم اشيد (المدير السابق لبرامج الفضاء في وزارة الدفاع الإسرائيلية)، ورائدا الفضاء غوردن كوبر، وإدغار ميتشيل، ووزير الدفاع الكندي السابق بول هيلير. بخلاف شهاداتهم وتقاريرهم، لم يقدموا أي دليل يثبت أقوالهم ومزاعمهم. وفقًا للجنة التحقق من الشك، لا يوجد ولا حتى دليل واحد يدعمهم على الرغم من الأبحاث الهامة التي أجرتها الوكالات العلمية غير الحكومية بشأن هذا الموضوع.

## التسلسل الزمني

### ثلاثينيات القرن العشرين
في الليلة التي سبقت عيد الهالوين في عام 1938، أخرج أورسون ويلز سلسلة مسرح ميركوري على الهواء مقتبسًا إياها من البث الإذاعي الحي لرواية حرب العوالم (تسلسل عام 1897) للكاتب هربرت جورج ويلز. بدا العرض واقعيًا ذلك الوقت كونه كان محاكيًا للبث الإخباري وتمكن من خداع بعض المستمعين الذين اعتقدوا أن الولايات المتحدة تتعرض لغزو مريخي. انتشر الارتباك وتلاه غضب وجدل. ناقشت بعض الدراسات اللاحقة فكرة أن الصحافة المعاصرة بالغت في تضخيم حالة الذعر، لكن ما يزال من الواضح أن العديد من الناس وقعوا في الارتباك إلى حد ما.
كانت ردود الفعل متشابهة في البلدان الأخرى. في عام 1949 جرت قراءة جزء من نص حرب العوالم عبر الراديو في كيتو، الإكوادور، كما لو كان جزءًا رئيسيًا من الأخبار العاجلة دون الإعلان عن ماهيته. خرجت حشود ضخمة من الناس إلى الشوارع ولجأوا إلى الكنائس مع أسرهم. وعندما علمت المحطة الإذاعية بذلك، أذاع مذيعوها حقيقة عدم حدوث غزو. تشكل حشد غاضب وأحرقوا المحطة، ما تسبب في مقتل ما بين ستة وعشرين شخصًا. عانت العديد من البلدان الأخرى أيضًا من مشاكل عند بث حرب العوالم.
وفقًا للكابتن بالقوات الجوية الأمريكية إدوارد جاي. روبيلت، غالبٌا ما ذكرت ملفات سلاح الجو أن الشعور الجمهور بالذعر في أعقاب بث حرب العوالم عام 1938 هو رد فعلهم المحتمل على وجود أدلة تؤكد وجود الأجسام الطائرة المجهولة، لكن الملفات لم تتاح لإثبات مزاعمه.

### أربعينيات القرن العشرين
بدأ دونالد كيهو في وقت لاحق تحقيقًا في الصحون الطائرة لصالح مجلة ترو. كان كيهو واحدًا من أوائل منظري المؤامرة المهمين، مؤكدًا في نهاية المطاف أن الصحون كانت من الفضاء الخارجي وكانت في مهمة استكشافية. ادعى كيهو أنه استمد نظريته من اتصالاته في القوات الجوية والمخابرات البحرية. أسِس مشروع ساين والذي كان مقره قيادة المخابرات الجوية في قاعدة رايت باترسون الجوية، ومن بعده مشروعي غراج وبلو بوك، رسميًا للتحقيق في الصحون الطائرة. يذكر كتاب إدوارد روبيلت «التقرير عن الأجسام الطائرة المجهولة» أن العديد من الناس داخل المجموعات البحثية أيدوا في الواقع فرضية أن الصحون الطائرة كانت من الفضاء الخارجي.
أسس كيهو لاحقًا لجنة التحقيقات الوطنية المعنية بالظواهر الجوية، وهي مجموعة تحقيق مدنية أكدت أن الحكومة الأمريكية كذبت بشأن الأجسام الطائرة المجهولة وحجبت معلومات وجب مشاركتها مع الجمهور. كان للجنة التحقيقات الوطنية المعنية بالظواهر الجوية العديد من أعضاء مجلس الإدارة المؤثرين، بمن فيهم روسكو هيلينكوتير، أول مدير لوكالة المخابرات المركزية. حتى الآن، لم يُقدم أي دليل يثبت تأكيدات لجنة التحقيقات الوطنية المعنية بالظواهر الجوية بخلاف الروايات القصصية، والأقوال الموثقة أو الإشاعات.

#### الغارة الجوية الكبرى في لوس أنجلوس
«غارة لوس أنجلوس الجوية الكبرى» المعروفة أيضًا باسم «معركة لوس أنجلوس» هو الاسم الذي أطلقته المصادر المعاصرة على هجوم العدو الوهمي وما تبعه من وابل المدفعية المضادة للطائرات التي وقعت من أواخر 24 فبراير إلى أوائل 25 فبراير 1942 فوق لوس أنجلوس، كاليفورنيا.
في البداية، كان يعتقد أن هدف الوابل الجوي هو قوة مهاجمة من اليابان، ولكن الأمين العام لبحرية الولايات المتحدة فرانك نوكس تحدث في مؤتمر صحفي بعد فترة وجيزة من ذلك واصفًا الحادثة بأنها «إنذار كاذب». أشار عدد قليل من علماء الأجسام الطائرة المجهولة الهوية في العصر الحديث إلى أن الأهداف المبلغ عنها كانت مركبات فضائية من الفضاء الخارجي.
عند توثيق الحادثة في عام 1983، عزا مكتب تاريخ القوات الجوية الأمريكية هذا الحدث إلى حالة تسمى «حرب الأعصاب» ومن المحتمل ان يكون سبب هذه الحالة بالون طقسٍ مفقودٍ، وتفاقمت بسبب الانفجارات الضالة، وانفجارات القذائف من البطاريات المجاورة.

#### صواريخ الأشباح
في عامي 1946 و1947، وردت تقارير عديدة عن ما يسمى بصواريخ الأشباح التي ظهرت في البلدان الإسكندنافية، وخاصة السويد، والتي انتشرت بعد ذلك في بلدان أوروبية أخرى. ذكرت إحدى الوثائق السرية للغاية التابعة للقوات الجوية الأمريكية في عام 1948 أن مخابرات القوات الجوية السويدية أبلغتهم أن بعض محققيهم يرون أن الأشياء المبلغ عنها ليست واقعيةً فحسب بل لا يمكن تفسيرها على أنها ذات أصول دنيوية. بالمثل، بعد 20 عامًا، صرّح الفيزيائي اليوناني الدكتور بول سانتوريني علنًا أنه في عام 1947 جرى تعيينه مسؤولًا عن تحقيق عسكري يوناني لتقارير عن صواريخ أشباح شوهدت فوق اليونان (تيموثي غود 1988، صفحة 23، دونالد كيهو صفحة 142). مرة أخرى، سرعان ما استنتجوا أن الأشياء كانت حقيقية وليست تقليدية المنشأ. ادعى سانتوريني أن تحقيقاتهم قُتلت على يد علماء أمريكيين ومسؤولين عسكريين رفيعي المستوى الذين استنتجوا بالفعل أن الأشياء كانت من خارج الأرض وخافوا من الذعر العام لعدم وجود أي دفاعات.

#### حادثة روزويل
في عام 1947 أصدرت القوات الجوية الأمريكية بيانًا صحفيًا جاء فيه أنهم عثروا على «طبق طائر» بالقرب من روزويل، نيو مكسيكو. سُحب هذا البيان الصحفي بسرعة، وذكر المسؤولون أن الطبق هو بالون طقس أخطأوا التعرف عليه. سرعان ما تلاشت قضية روزويل حتى من اهتمام معظم علماء الأجسام الطائرة المجهولة الهوية حتى السبعينيات من القرن العشرين. استمرت التكهنات على الرغم من الإنكار الرسمي لتحطم مركبة فضائية بالقرب من روزويل.
في تسعينيات القرن العشرين، نشر الجيش الأمريكي تقريرين كشف فيهما عن الطبيعة الحقيقية للطائرة المحطمة قال فيهما إنها عبارة عن: بالون مراقبة من مشروع موجول. ومع ذلك، ما تزال حادثة روزويل تثير اهتمام وسائط الإعلام، وما تزال نظريات المؤامرة المحيطة بالحدث قائمة. وصِفت حادثة روزويل بأنها «الأكثر شهرة في العالم، والأكثر استقصاءً والأكثر دقة في كشف زيف ادعاءات الأجسام الطائرة المجهولة الهوية».